# Manita Hang
Manita Hang (en camboyano: ហង្ស ម៉ានីតាម៉ានីតា, nacida el 7 de septiembre de 1998) es una modelo y reina de belleza franco-camboyana. Ganó Miss Universo Camboya 2022 y representó a Camboya en Miss Universo 2022.

## Primeros años
Manita Hang nació de padre francés y madre camboyana y es de ascendencia franco-camboyana. Hang habla camboyano, francés e inglés con fluidez.
En el frente académico, Manita asistió al Lyçée Français René Descartes en Nom Pen, Camboya. En diciembre de 2021, se graduó de CamEd Business School en Phnom Penh con una licenciatura en contabilidad y finanzas.

## Concursos de belleza

### Miss Turismo Camboya 2015
Manita comenzó su carrera en concursos de belleza en 2015, fue coronada Miss Turismo Camboya 2015.

### Miss Turismo Metropolitano Internacional 2016
El 18 de noviembre de 2016, Hang representó a Camboya en Miss Turismo Metropolitano Internacional 2016 en Nagaworld Hotel en Nom Pen y quedó como segunda finalista y la ganadora del concurso fue Amanda Obdam, quien representó a Tailandia y entró en el Top 10 en Miss Universo 2020.

### Miss Universo Camboya 2022
El 15 de junio de 2022, Hang compitió contra otras 20 concursantes en el concurso Miss Universo Camboya 2022 celebrado en Bayon TV Steung Meanchey Studio en Nom Pen y fue coronada por la titular saliente Marady Ngin.

### Miss Universo 2022
Como Miss Universo Camboya, Hang representó a Camboya en Miss Universo 2022, donde no logró clasificar al Top 16 de cuartofinalistas.